# Himalajatall
Himalajatall (Pinus wallichiana) är en tallväxtart som beskrevs av Albert Bruce Jackson. Himalajatall ingår i släktet tallar, och familjen tallväxter. IUCN kategoriserar arten globalt som livskraftig. Arten förekommer tillfälligt i Sverige, men reproducerar sig inte.
Som namnet antyder förekommer arten i Himalaya från Afghanistan, nordöstra Pakistan och norra Indien över Nepal och södra Kina till Bhutan och Myanmar. Den växer i dalgångar och i upp till 3400 meter höga regioner. Himalajatall kan bilda skogar där den dominerar eller barrskogar tillsammans med bland annat Cedrus deodara, Pinus roxburghii, Abies spectabilis och Tsuga dumosa eller blandskogar med lövträd av släktena Quercus, Acer och Ilex.

## Underarter
Arten delas in i följande underarter:
- P. w. parva
- P. w. wallichiana

## Bildgalleri

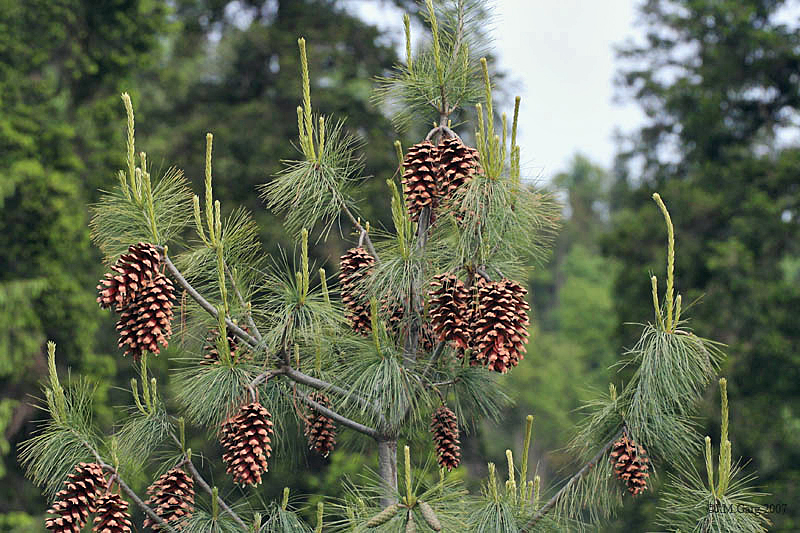
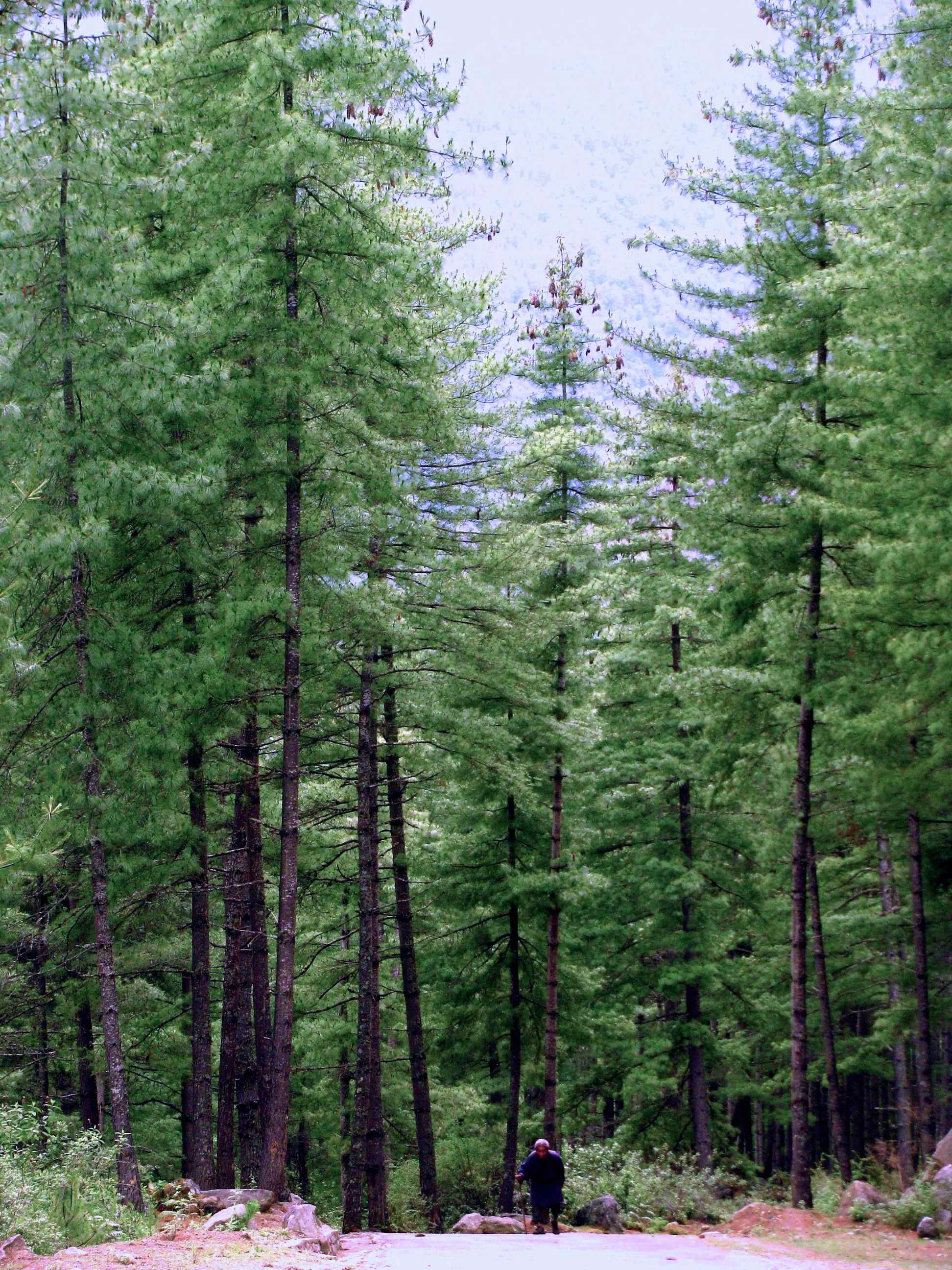
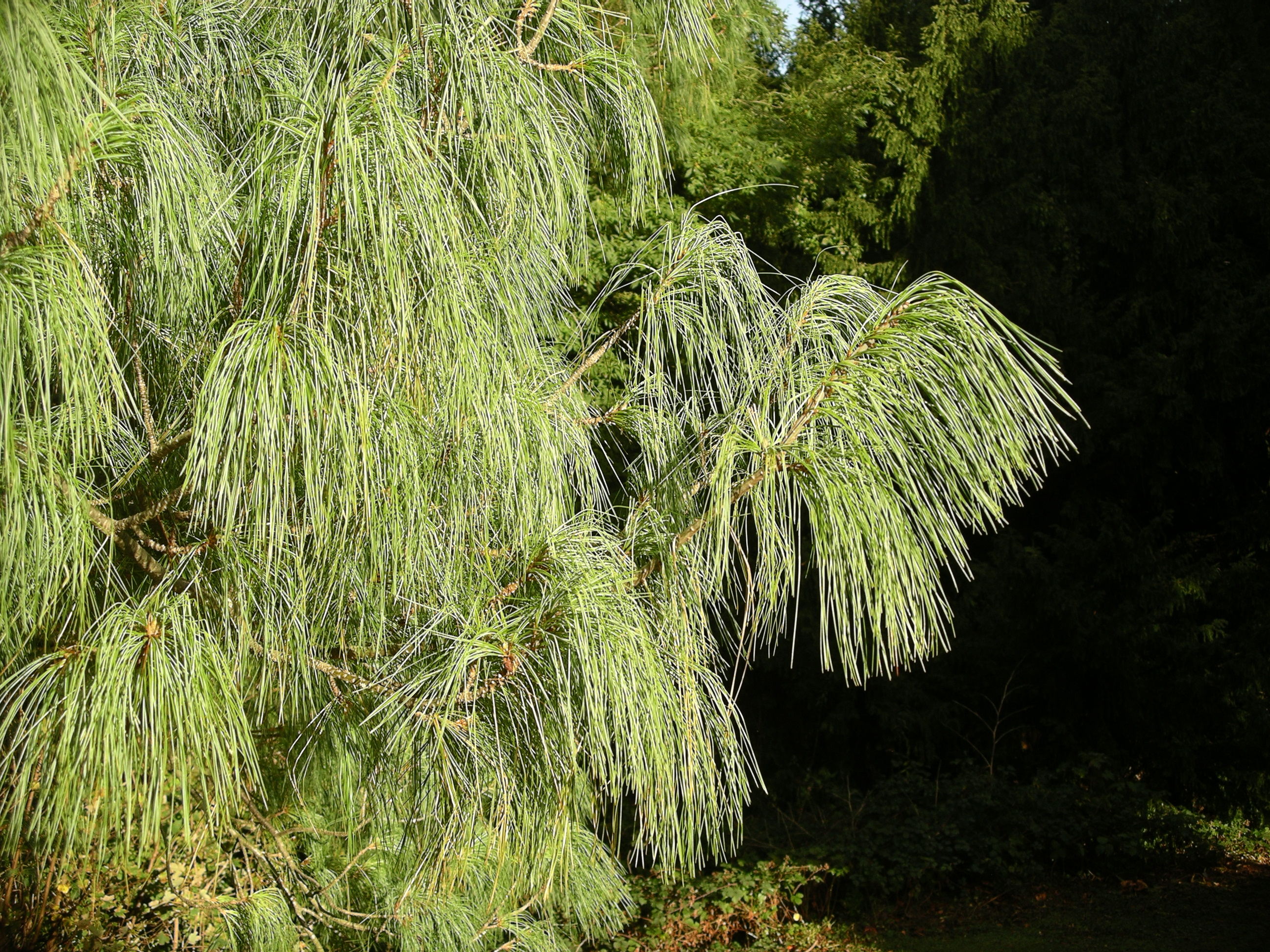
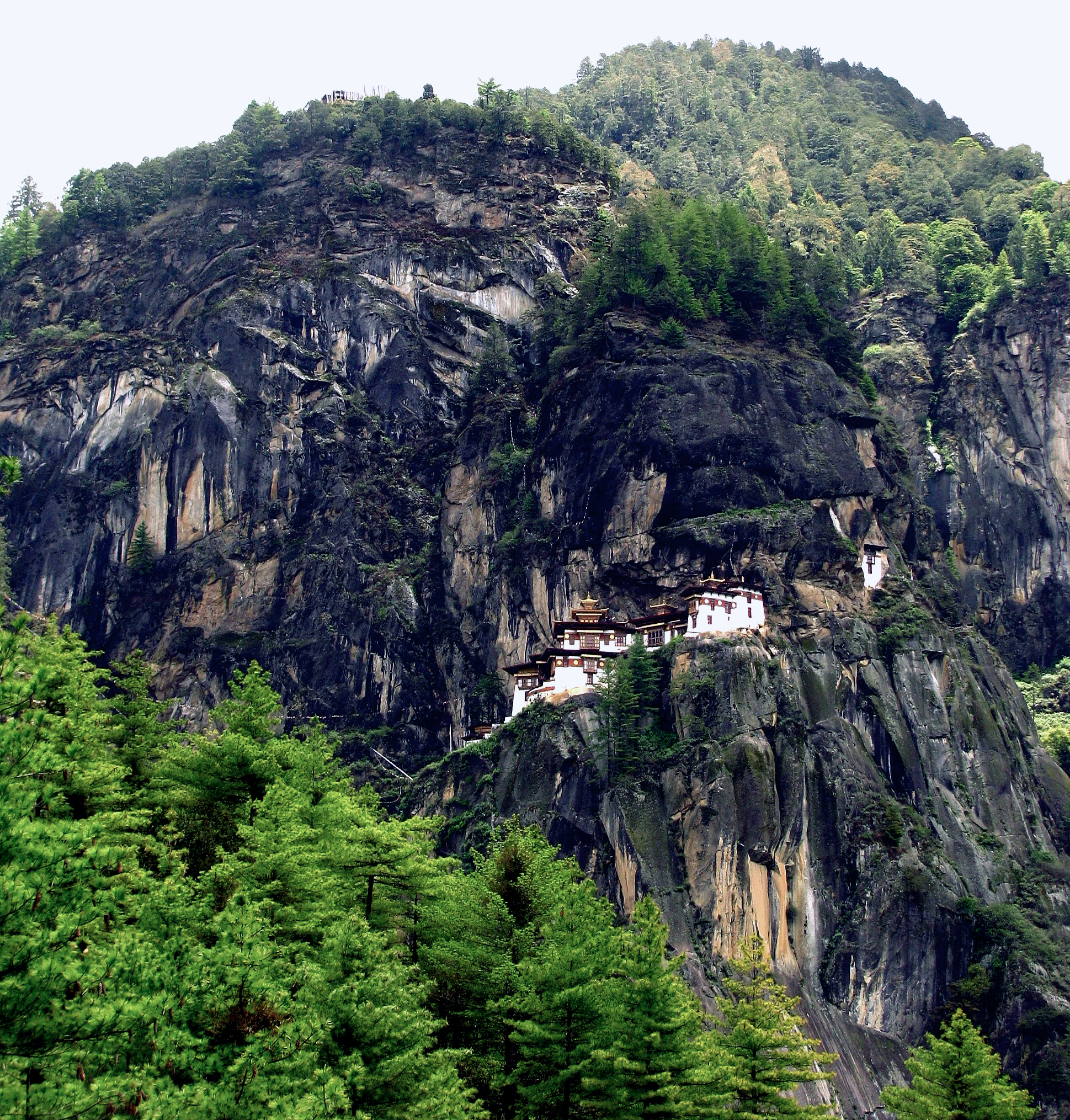
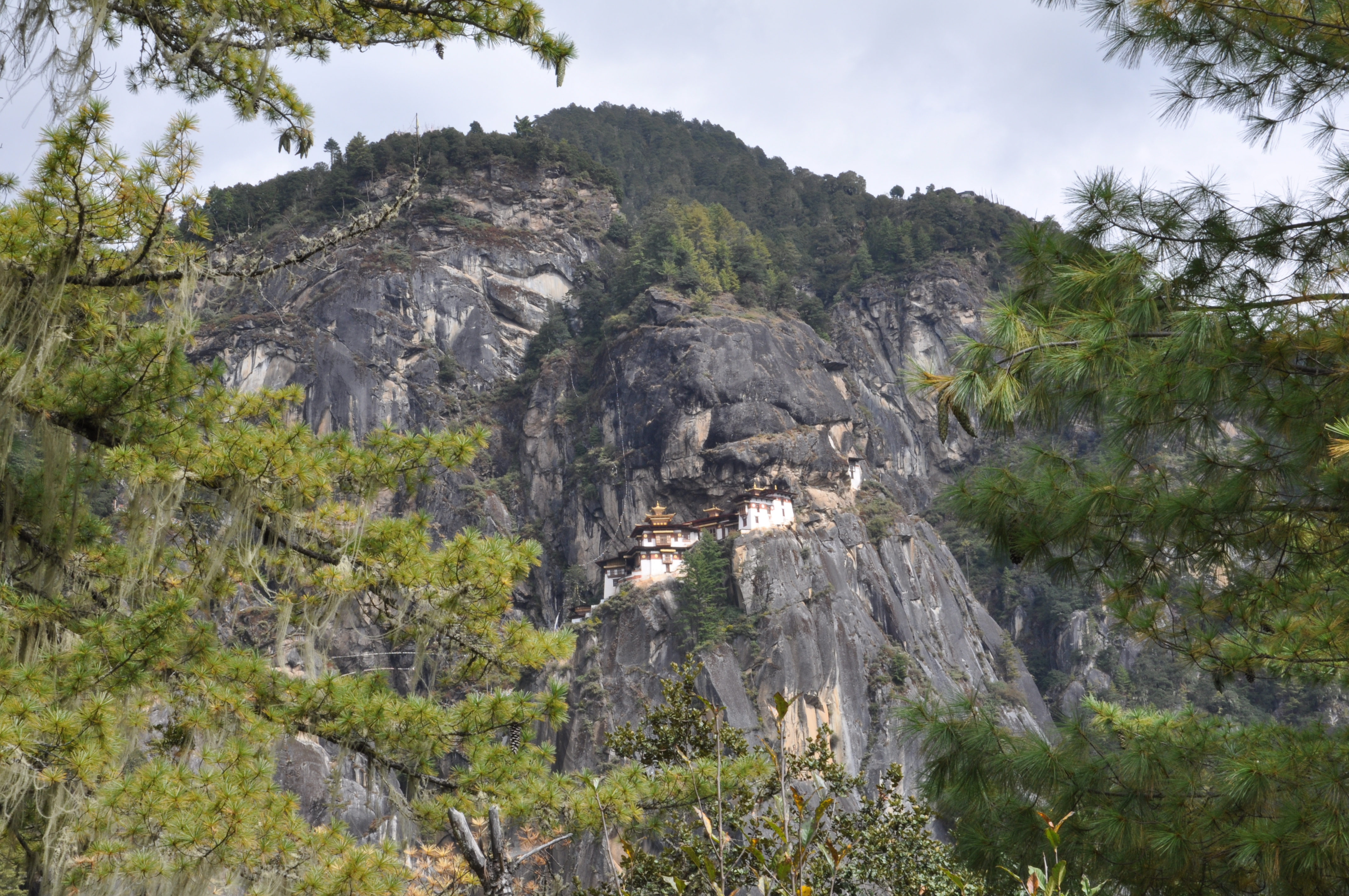
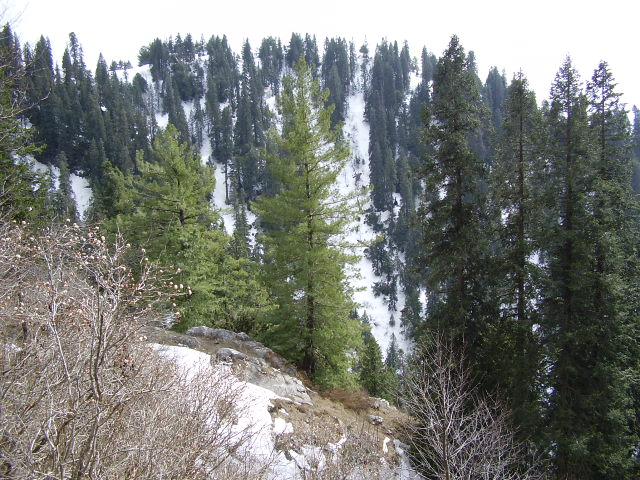